# Баглаї (Наркевицька селищна громада)
Баглаї́ — село в Україні, у Наркевицькій селищній територіальній громаді Хмельницького району Хмельницької області. Населення становить 221 особу.

## Назва
Назва села Баглаї тюркського походження, назва походить від прізвиська розбудовників поселення, предки яких проживали в поселені Баглаї в ХІІІ-ХV ст.ст. В минулому, родина польських шляхтичів тюркського походження Баглай (Bahlaj) належала до Гербу «Стариконь» (частина герба села).

## Історія
До 1917 року Баглаї входили до складу Російської імперії. Вони, за тодішньою російською термінологією, були «деревней», тобто селом без церкви, а були приписані, як і Бачулинці, до Свято-Троїцького храму села Юхимівці. Баглаї входили до Проскурівського повіту Подільської губернії.
1898 року Баглаями водоліла дворянка Подільської губернії Олена Вільгельмівна Росцишевська, яка мешкала у Варшаві на вулиці Томка, 35.
Село постраждало внаслідок геноциду українського народу, проведеного урядом СРСР 1932—1933. Кількість загиблих — 76.
Колишній орган місцевого самоврядування — Трительницька сільська рада.

## Географія
Селом тече річка Безіменна.

## Галерея

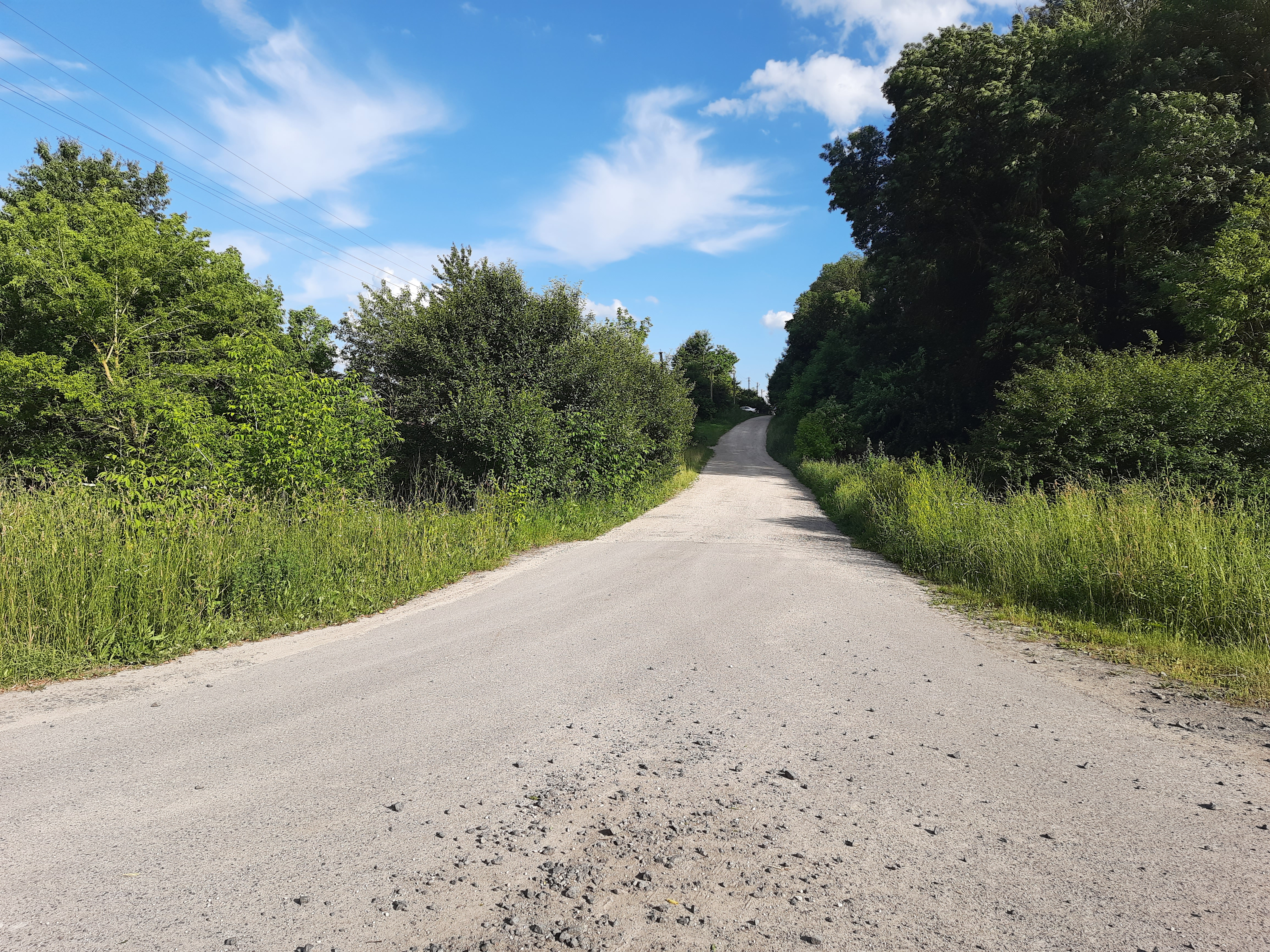
Дорога в село
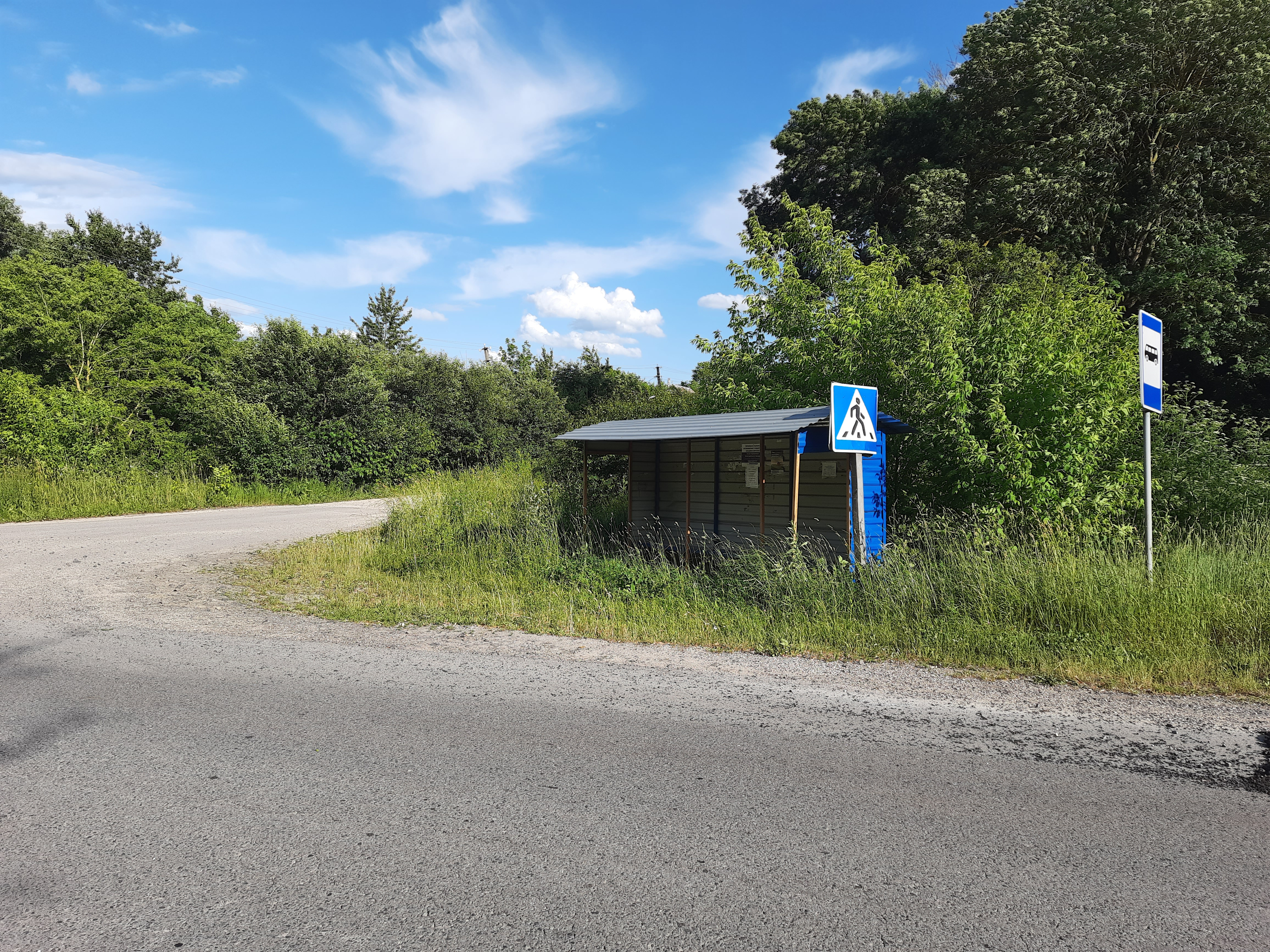
Автобусна зупинка
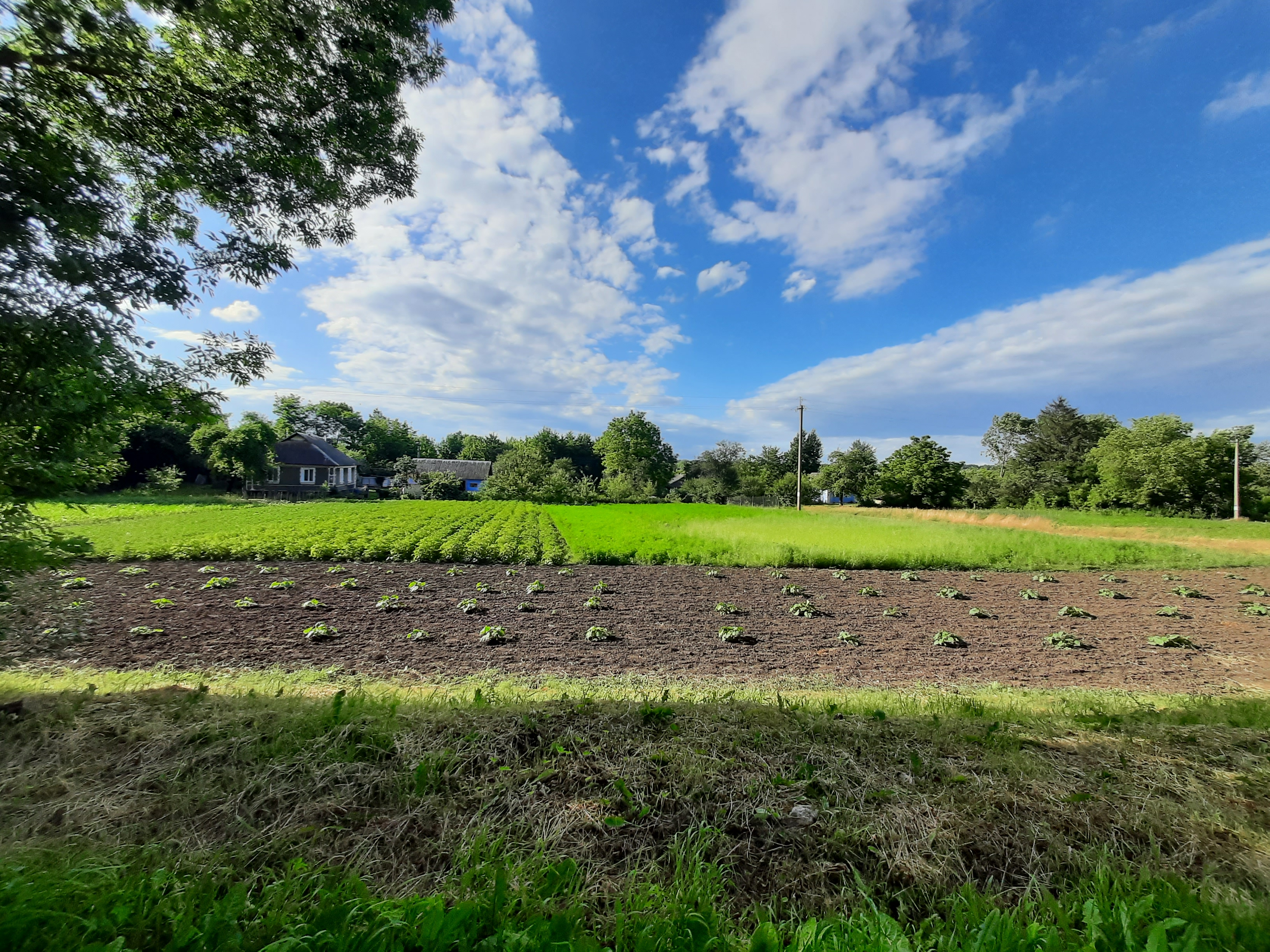
Сільський краєвид

## Інтернет-посилання
- Погода в селі Баглаї [Архівовано 20 грудня 2011 у Wayback Machine.]